# Hemieuxoa longijuxta
Hemieuxoa longijuxta là một loài bướm đêm trong họ Noctuidae.